# Lumitype

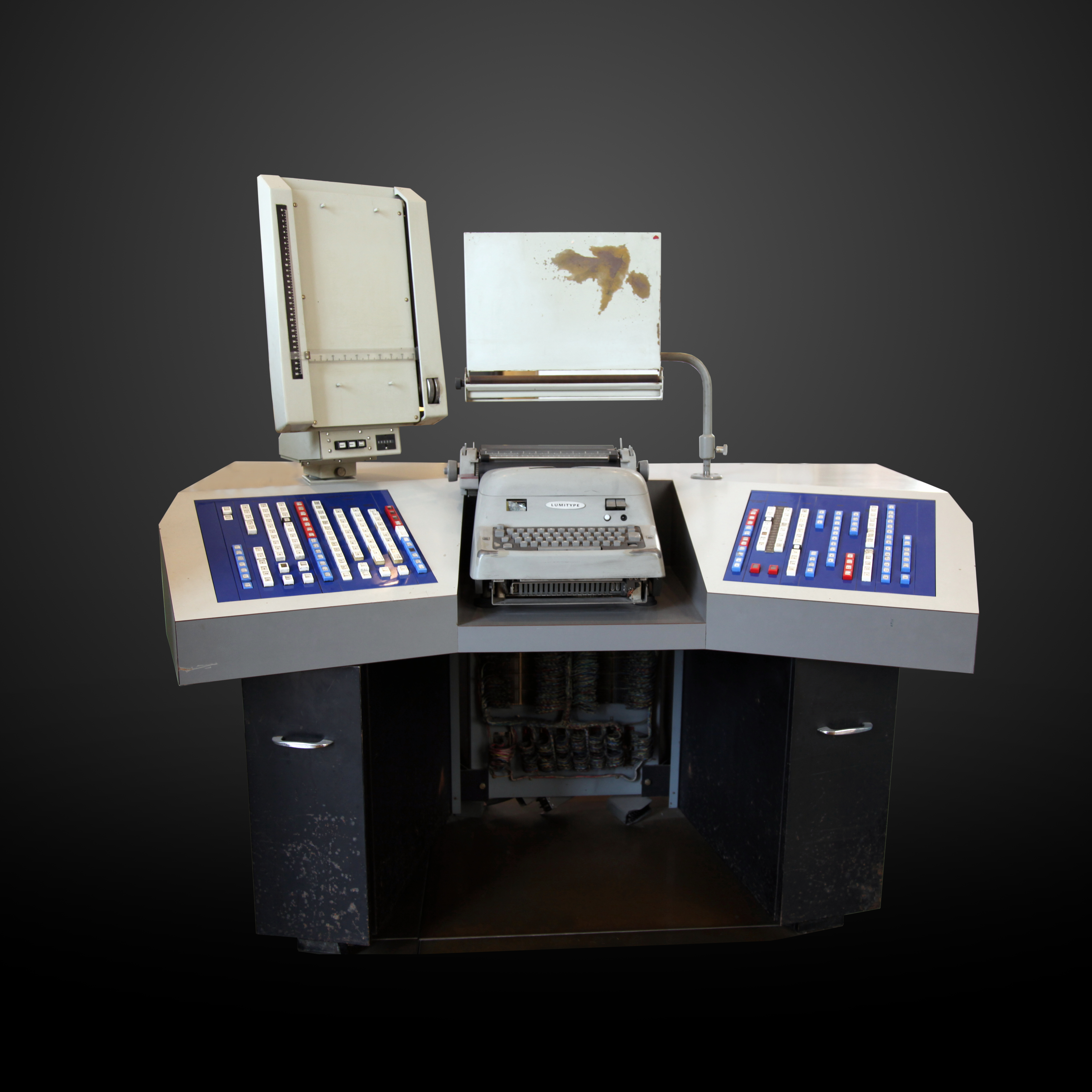
Lumitype 550-fotozetmachine, 1965

Lumitype (later Photon) was de eerste commercieel succesvolle zetmachine op basis van fototechniek. Het apparaat selecteert en fotografeert lettertekens in een snelle continue circulaire beweging. Het apparaat en domineerde de markt tot aan het begin van de 70'er jaren. Het apparaat heeft achteraf bezien het tijdperk van het digitale letterzetten ingeluid.

## Uitvinding
Louis Marius Moyroud (16 februari 1914) en René Alphonse Higonnet (5 april 1902 – 13 oktober 1983) ontwikkelden de eerste praktische fotozetmachine; de Lumitype. Deze werd door het producerend bedrijf Photon verkocht in Amerika in 1948.
Het eerste boek dat gezet was met de Photon Lumitype was “The Wonderful World of Insects” in 1953.
Dat gaat de geschiedenis in als eerste boek dat gedrukt is zonder impact lettervormen, zoals loden letters.

## Lettertypen voor Lumitype
In de jaren 1950 tot eind 1970 produceerde Photon onder leiding van Billy Garth een grote bibliotheek aan lettertypen van mindere kwaliteit, bedoeld voor de startfase van de Lumitype.
Later kwamen hogere kwaliteit lettertypen van Deberny & Peignot speciaal voor Lumitype beschikbaar, nadat de jongere Higonet de letteruitgeverij Deberny & Peignot had gesloten.
Vele klassieke lettertypen waren voor de Lumitype opnieuw vormgegeven door Adrian Frutiger. Ook Jan van Krimpen kreeg opdracht.
Toen Photon de zaken opdoekte, ging de verzameling eerst naar Dymo in 1975, daarna Itek in 1979 en vervolgens Unitex in 1983, dat werd overgenomen door Chorus Data Systems in New Hampshire.

## Archief
In 1993 heeft Louis Moyroud zijn professionele archief met documenten van het Lumitype project geschonken aan het Musée de l'imprimerie in Lyon.
De collectie bestaat uit artikelen, schetsen, berekeningen, studies, werkprogramma’s, correspondentie, foto’s, schema’s, letter specimens.